# Västra Alstads församling
Västra Alstads församling var en församling i Lunds stift och i Trelleborgs kommun. Församlingen uppgick 1980 i Alstads församling.

## Administrativ historik
Församlingen har medeltida ursprung.
Församlingen var till 1980 moderförsamling i pastoratet Västra Alstad och Fru Alstad som från 1 maj 1924 även omfattade Stora och Lilla Slågarps församlingar. Församlingen uppgick 1980 i Alstads församling.

## Kyrkor
- Västra Alstads kyrka